# Daria
Daria je americký animovaný televizní seriál vytvořený Glennem Eichlerem a Susie Lewis Lynnovou. Hlavní postavou je Daria Morgendorfferová, sarkastická středoškolačka, která se poprvé objevila jako vedlejší postava v jiném kresleném seriálu Beavis and Butt-head. Oba seriály byly produkovány dnes již neexistujícím animačním oddělením MTV. Seriál byl vysílán ve více než dvaceti zemích světa včetně České republiky (na někdejším kabelovém kanálu Supermax).

## Děj
Daria se nejprve několikrát objevila v seriálu Beavis and Butt-head, kde tvořila ženský inteligentní protiklad dvojici hlavních, ne zrovna inteligentních, hrdinů.
Daria je středoškolačkou v americkém městečku Lawndale, chovající se za každých okolností pesimisticky, sarkasticky a cynicky. Daria nosí brýle, staromódní oblečení a mnohými platí za ukázkový příklad člověka, který nezapadá.
Děj se odehrává většinou uprostřed Dariina domova (tvořeného její povrchní mladší sestrou Quinn a neustále zaměstnanými rodiči Helen a Jakeem) nebo na Lawndaleské střední škole.
Každý díl seriálu tvoří ucelený příběh, který většinou slouží jako podklad pro Dariiny sarkastické poznámky a vtípky. Ve starších dílech seriálu se často opakuje motiv odporu proti zneužité autoritě, což některé fanoušky může vést k přesvědčení, že Dariin cynismus je jen povrchní.

### Informace
- Na začátku seriálu se Daria se svojí rodinou zrovna přestěhovala z Highlandu do městečka Lawndale.
- Jediný televizní program, na který se Daria v seriálu dívá, je Nemocný svět (Sick, Sad World).
- Tvorba každého dílu trvala deset měsíců až jeden rok (od konceptu až k postprodukci)
- Hrubou předlohou pro postavu Darii byl syn tvůrce seriálu Glenna Eichlera.

## DVD
Na DVD byly uvedeny oba celovečerní filmy (Is It Fall Yet? a Is It College Yet?). Byly vydány v oblasti regionu 1, nicméně pravděpodobně jsou region free. Fanoušci se snažili dotlačit MTV k vydání celého seriálu na DVD. Do března 2005 podepsalo 2210 lidí petici za vydání seriálu na DVD, čímž se stala Daria 18. nejžádanějším nevydaným DVD titulem.
V červenci 2004 jeden z fanoušků přinesl informaci, že MTV zvažuje vydání určitého množství epizod na DVD, nicméně nebylo uvedeno žádné oficiální datum či distributor.
V roce 2010 byly vydány všechny díly seriálu na DVD.

## Další hlavní postavy
- Helen Morgendorffer – (uvedena v: „Esteemsters“) Dariina pracující matka a hlavní živitelka rodiny.
- Jake Morgendorffer – (uveden v: „Esteemsters“) Dariin otec. Měl přísného otce – vojáka. Jeho snahy založit konzultační společnost nevedou k úspěchu.
- Jane Lane (uvedena v Esteemsters) – Dariina umělecky založená kamarádka.
- Trent Lane (uveden v The Invitation) – Janein starší bratr a kromě Jane pravděpodobně jediný trvalý obyvatel domu Laneů. Je vyobrazen jako flákač a hlavní kytarista ve skupině Mystická Spirála. Daria je do něj tajně zamilovaná, aniž by si toho kdy všiml. Jeho mottem je „Buď čímkoliv chceš být. A taky zkus někdy vstát před polednem.“
- Tom Sloane (uveden v Jane's Addition) – Nejprve se objevil jako Janein kluk, ale později se stal přítelem Darii. Patří k jedné z nejbohatších rodin v Lawndale, i když z jeho vzhledu to není zrovna poznat. Vztah s Dariou je ukončen v závěru celé série, tj. ve druhém celovečerním filmu na motivy seriálu Is it College Yet?.
- Brittany Taylor (uvedena v Esteemsters) – Hlavní roztleskávačka na Lawndaleské střední. Přihlouplá a oblíbená blondýna, která chodí s fotbalistou Kevinem.
- Kevin Thompson (uveden v Esteemsters) – Zadák fotbalového družstva na Dariině střední škole, přítel Brittany.
- Jodie Landon (uvedena v The Invitation) – Ambiciózní studentka, snad až přespříliš zaměřená na svoji budoucí kariéru. Mimo jiné jedna z mála černošek v celém seriálu.
- Módní klub:
  - Sandi Griffin (uvedena v Esteemsters) – Prezidentka studentského módního klubu.
  - Quinn Morgendorffer (uvedena v Esteemsters) – Dariina mladší sestra, je viceprezidentkou módního klubu a zjevně nejoblíbenější studentkou školy. Daria o ní mluví jako o „tak povrchní, až to je hluboké“.[5] Jejím jediným zájmem je oblečení, chlapci a ona sama. K Darie se na veřejnosti nehlásí, případně tvrdí, že je jen její sestřenice.
  - Stacy Rowe (uvedena v Esteemsters) – Stacy je dalším členem módního klubu a pravděpodobně postrádá jakýkoliv vlastní názor.
  - Tiffany Blum-Deckler (uvedena v The Invitation) – Vždycky stojí na straně Sandi nebo Quinn, podle toho, kdo zrovna vyhrává. Je vyobrazena jako nejméně inteligentní členka klubu.

## Vysílání
| Řada               | Díly               | Premiéra v USA | Premiéra v USA    | Premiéra v ČR | Premiéra v ČR |
| Řada               | Díly               | První díl      | Poslední díl      | První díl     | Poslední díl  |
| ------------------ | ------------------ | -------------- | ----------------- | ------------- | ------------- |
| 1                  | 13                 | 3. března 1997 | 21. července 1997 |               |               |
| 2                  | 13                 | 16. února 1998 | 3. srpna 1998     |               |               |
| 3                  | 13                 | 24. února 1999 | 18. srpna 1999    |               |               |
| 4                  | 13                 | 25. února 2000 | 2. srpna 2000     |               |               |
| Is It Fall Yet?    | Is It Fall Yet?    | 27. srpna 2000 | 27. srpna 2000    |               |               |
| 5                  | 13                 | 19. února 2001 | 25. června 2001   |               |               |
| Is It College Yet? | Is It College Yet? | 21. ledna 2002 | 21. ledna 2002    |               |               |

## Speciální díly
Některé epizody seriálu vybočují z žánru vlastního seriálu nebo se v nich objevují nezvyklé prvky.

### Depth Takes a Holiday
Ve třetím díle třetí série se bez vysvětlení objevují fantasy prvky - irský pohádkový šotek, Amor, dimenzionální červí díra apod. Zápletka je založená na tom, že Vánoce, Halloween a Den Guy Fawkese opustily Sváteční ostrov a chtějí v Lawndale založit kapelu.

### Daria!
Sedmý díl třetí série má formu muzikálu, proto postavy po většinu času zpívají za hudebního doprovodu.

### Murder, She Snored
Čtvrtá epizoda čtvrté série je z většiny tvořena Dariiným snem,
který představuje parodii na řadu skutečných detektivních seriálů.
Sám název je parodií na seriál To je vražda, napsala.

### Legends of the Mall
Desátá epizoda čtvrté série představuje tři pověsti kolující po Lawndale. Na konci epizody je náznak, že jedna z nich (ta o Železné tlamě) je pravdivá.

### A Tree Grows in Lawndale
Na konci epizody z berle nepřirozeně rychle vyroste květina. Pravděpodobně jde o zcizovací efekt.

## Knihy
- The Daria Database, Peggy Nichol; MTV 1998
- The Daria Diaries, Anne Bernstein; MTV 1998

## Počítačové hry
- Daria's Sick Sad Life Planner, Pearson Software 1999
- Daria's Inferno, Pearson Software 2000